# The Crackerjack
The Crackerjack er en amerikansk stumfilm fra 1925 instrueret af Charles Hines.

## Medvirkende
- Johnny Hines som Tommy Perkins
- Sigrid Holmquist som Rose Bannon
- Henry West som Gen Bannon
- Bradley Barker som  Alonzo López
- J. Barney Sherry som Perkins